# Joseba López
Pour les articles homonymes, voir López.
López  Cuesta est un nom espagnol. Le premier nom de famille, en général paternel, est López ; le second, en général maternel, souvent omis, est Cuesta.
Joseba López Cuesta (né le 5 mars 2000 à Arrasate) est un coureur cycliste espagnol.

## Biographie

### Carrière amateur
Originaire d'Arrasate, Joseba López déménage dans la commune de Vitoria-Gasteiz à l'âge de six ans. Il commence le cyclisme en compagnie de son père, lui-même ancien coureur amateur,. 
Dans les catégories de jeunes, il court au sein de la Sociedad Ciclista Aranako, avec laquelle il se distingue en obtenant sept victoires chez les cadets. Il remporte ensuite sept courses parmi les juniors, dont le championnat du Pays basque en 2017. Il est repéré à cette occasion par l'ancien cycliste professionnel Igor González de Galdeano, qui l'invite à rejoindre le club basque Grupo Eulen. 
En 2020, il s'impose sur l'Ereñoko Udala Sari Nagusia, son premier succès dans les rangs espoirs,. Deux ans plus tard, il intègre la réserve de l'équipe professionnelle  Caja Rural-Seguros RGA. Il se distingue au mois de juin en devenant champion d'Espagne sur route espoirs, sur l'île de Majorque.

### Carrière professionnelle
Il passe finalement professionnel en 2023 chez Caja Rural-Seguros RGA, après y avoir été stagiaire.

## Palmarès
- 2017
  - Champion du Pays basque sur route juniors
- 2019
  - 3e du San Gregorio Saria
  - 3e du Premio San Pedro
- 2020
  - Ereñoko Udala Sari Nagusia
- 2021
  - 3e de la San Martín Proba
- 2022
  -  Champion d'Espagne sur route espoirs
  - Mémorial José María Anza
  - San Bartolomé Saria
  - 2e de la San Martín Proba
- 2024
  - Classica da Arrábida

## Classements mondiaux
| Année                                 | 2022 | 2023 | 2024  |
| ------------------------------------- | ---- | ---- | ----- |
| Classement mondial                    | nc   | nc   | 1076e |
| UCI Europe Tour                       | 717e | nc   | nc    |
|                                       |      |      |       |
| Légende : nc = non classéSource : UCI |      |      |       |